# Sakib
Sakib (arab. ساكب) – miasto w Jordanii (muhafaza Dżarasz). Według danych spisu ludności w 2015 liczy 11 586 mieszkańców.